# Parachipteria ovalis
Parachipteria ovalis är en kvalsterart som först beskrevs av Koch 1835.  Parachipteria ovalis ingår i släktet Parachipteria och familjen Achipteriidae. Inga underarter finns listade i Catalogue of Life.